# Комета Гейла — Боппа
Комета Гейла — Боппа або Комета Хейла — Боппа, позначення C/1995 O1 — довгоперіодична комета, одна з найяскравіших за декілька останніх десятиліть. Її було видно неозброєним оком протягом 18 місяців — удвічі довше, ніж Велику комету 1811 року.
Комету відкрили 23 липня 1995 року на дуже великій відстані від Сонця (близько 7,2 а. o.), що дозволило зробити припущення, що вона буде досить яскравою під час проходження поблизу Землі. І хоча яскравість комет дуже важко передбачити, ця комета повністю виправдала сподівання та навіть перевершила їх, коли пройшла перигелій 1 квітня 1997 року. Інколи комету називають «Великою кометою 1997 року».
Поява комети Гейла — Боппа викликала паніку серед людей, якої не спостерігалося довгий час. Широкий розголос отримали чутки, що за кометою летить корабель прибульців. Ці ж чутки стали поштовхом до масового самогубства серед послідовників нового релігійного руху «Брама раю».

## Відкриття
Комету відкрили незалежно один від одного Алан Гейл і Томас Бопп. Гейл був професійним астрономом і провів багато безплідних годин у пошуках комет. Біля свого будинку в Нью-Мексико він спостерігав за вже відомими кометами, коли близько опівночі раптом натрапив на туманний об'єкт величиною 10,5 поряд із кулястим зоряним скупченням M70 в сузір'ї Стрільця. Гейл спершу встановив, що поряд з цим скупченням немає інших об'єктів глибокого космосу. Далі він виявив, що об'єкт помітно рухається на тлі зір (а значить, перебуває в Сонячній системі) і написав електронного листа у Центральне бюро астрономічних телеграм, яке відстежує астрономічні відкриття.
Томас Бопп був астрономом-аматором, власного телескопа у нього не було. Зі своїми друзями він спостерігав за зоряними скупченнями й галактиками біля міста Станфілд (Аризона), коли в окулярі телескопа, що належав його другу, перед очима Томаса промайнув відбиток світла. Звірившись із зоряними картами, Бопп зрозумів, що ця пляма є новим об'єктом і надіслав телеграму (через поштове відділення Western Union).
Наступного ранку було підтверджено відкриття нової комети, якій дали тимчасове позначення C/1995 O1. Про відкриття було оголошено у циркулярі № 6187 Міжнародного астрономічного союзу. На час відкриття комета перебувала на відстані 7,1 а. o. від Сонця між Юпітером і Сатурном.
Незабаром після відкриття, було знайдено більш ранні знімки комети. Так, Теренс Дікінсон знайшов комету на своєму знімку, зробленому 29 травня 1995 року, а Роберт Макнот — на знімку, зробленому 27 квітня 1993 року в Англо-австралійському телескопу, тобто за два роки до відкриття комети. У той час її величина становила 18m, а відстань від Сонця — 13,0 а. o. Після обчислення орбіти комета отримала назву Гейла — Боппа.

## Становлення

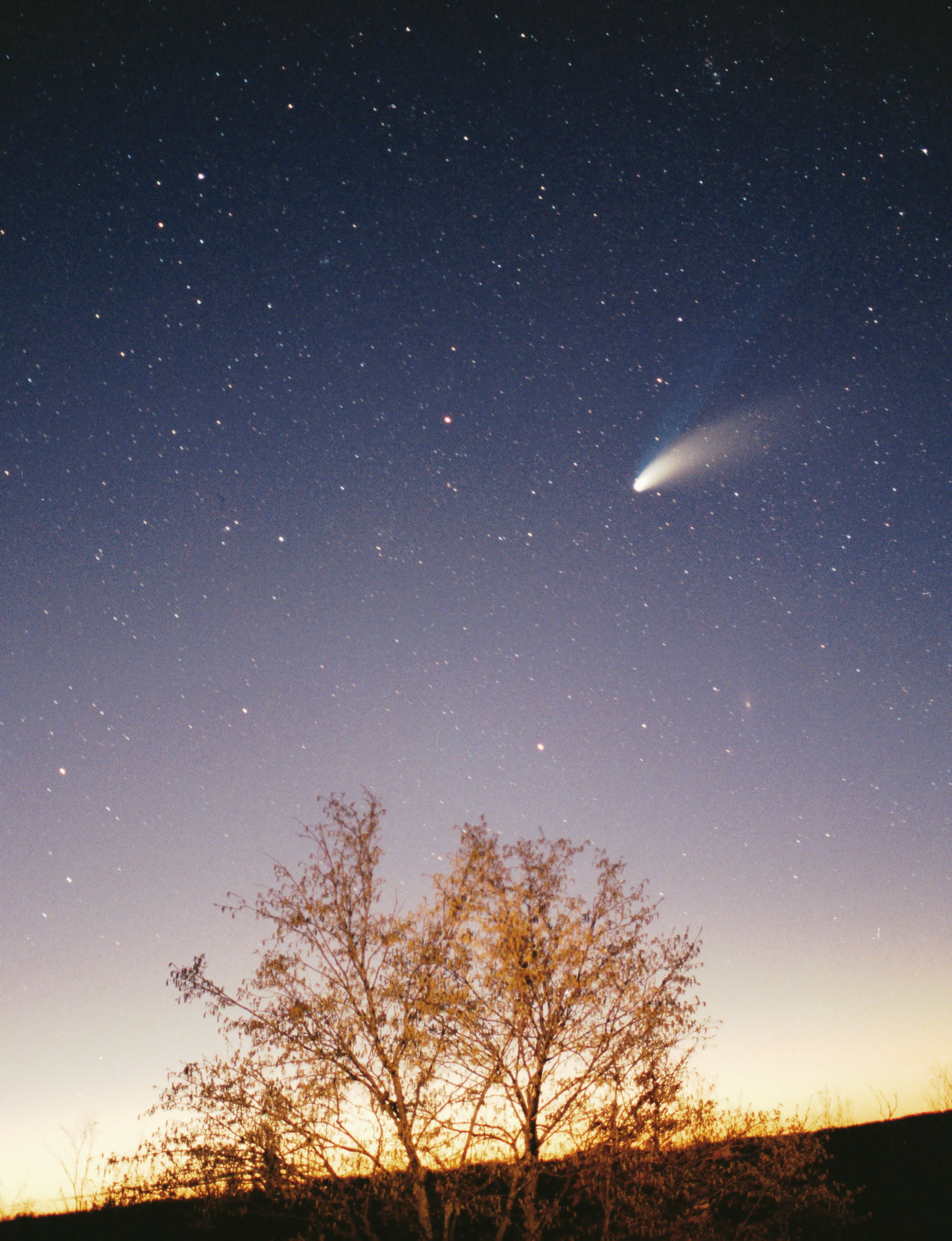
Фотографія комети на початку 1997 року.

Комета стала помітною неозброєним оком в травні 1996 року. Попри те, що збільшення яскравості дещо сповільнилося в другій половині року, вчені досить оптимістично передбачали, що комета буде дуже яскравою. Через близькість до Сонця комети у грудні 1996 року спостережень за нею були утруднені, проте в січні 1997 року вона знову стала добре помітна та була настільки яскравою, що її можна було побачити навіть при світлі ліхтарів великих міст.
Наближаючись до Сонця, комета Гейла — Боппа ставала все яскравішою: у лютому вона досягла 2-ї зоряної величини і вже можна було розрізнити її хвіст — іонний, блакитного кольору, направлений у протилежну від Сонця сторону та пиловий, жовтуватого відтінку, зігнутий по орбіті комети. Сонячне затемнення у Східному Сибіру та Монголії 9 березня дозволило побачити комету вдень. 23 березня 1997 року комета Хейла — Боппа підійшла до Землі на мінімальну відстань — 1,315 а. о. (196,7 млн км).
При проходженні перигелію 1 квітня 1997 року комета являла собою приголомшливе видовище. З середньою величиною 0,7 вона сяяла яскравіше за будь-яку зорю (виключаючи Сіріус), а її два хвости розтягнулися по небу на 15—20° (а невидимі для простого спостерігача їх частини — на 30—40°). Комету можна було спостерігати відразу після настання сутінок; і хоча багато «великих» комет проходять перигелій, знаходячись недалеко від Сонця, комету Гейла — Боппа можна було спостерігати і у північній півкулі протягом ночі.
Розвиток мережі Інтернет зумовив виникнення великої кількості сайтів, які відстежували подробиці польоту комети і навіть публікували щоденні фотографії. Таким чином, Інтернет зіграв велику роль в формуванні безпрецедентного суспільного інтересу до комети Гейла — Боппа.
Якби комета підлетіла би на відстань 0,1 а. о. до Землі (як це сталося з кометою Хякутаке 1996 року), вона перевищила б за яскравістю Венеру.

## Віддалення комети
Після проходження перигелію комета перемістилася у південну небесну півсферу, а її яскравість стала згасати. Комета виглядала менш яскраво для спостерігачів у південній півкулі, проте вони змогли побачити, як її яскравість поступово згасала упродовж другої половини 1997 року. Останні відомі спостереження комети неозброєним оком відносяться до грудня 1997 року, отже, вона була видимою протягом близько 18,5 місяця. Цей термін побив попередній рекорд у 9 місяців, який був встановлений Великою кометою 1811 року.
Зараз комета віддаляється і її яскравість продовжує поступово згасати. У серпні 2004 року вона вилетіла за межі орбіти Урана, а станом на середину 2008 року перебувала на відстані близько 26,8 а. о. від Сонця. У грудні 2010 року комета перебувала на відстані 30,7 а. о. від Сонця. Проте, астрономи продовжують спостерігати за кометою. Приводом для цього є незвично довга активність комети. Недавні спостереження (жовтень 2007 року) свідчать, що у комети все ще є кома яскравістю близько 20m. Припускається, що причина незвично довгої активності криється в дуже повільному охолодженні гігантського ядра комети.
Очікується, що за кометою можливо буде спостерігати за допомогою великих телескопів приблизно до 2020 року, поки її яскравість не впаде до 30m. Комета повернеться до Землі приблизно в 4390 році. Передбачається, що в одному з наступних повернень комета Гейла — Боппа має 15%-й шанс стати навколосонячною та стати родоначальницею нового сімейства комет, такого як сімейство комет Крейца.

## Зміна орбіти

Орбіта комети C/1995 O1 (Гейла — Боппа) на 1 квітня 1997 року (позначена червоним).

Попередній раз комета Гейла — Боппа пролітала поряд із Землею у липні 2215 року до н. е. на приблизній відстані у 1,4 а. о. (4200 років тому). Жодних відомостей про спостереження за кометою у той період не знайдено. У червні того ж року комета майже не зіткнулась з Юпітером. Вважається, що це було її перше проходження через Сонячну систему.
Її орбіта майже перпендикулярна до площини екліптики, тому проходження комети біля планет трапляється вкрай рідко. Але у березні 1996 року комета пролетіла на відстані 0,77 а. о. від Юпітера — досить близький для того, щоб тяжіння цієї планети вплинуло на її орбіту. При цьому найвіддаленіша точка орбіти (афелій) від Сонця зсунулась з 525 до 370 а. о. Період повернення комети скоротився до 2400 років і наразі наступний прояв комети у Сонячній системі очікується у 4390 році.
Існує дуже низька імовірність зіткнення комети Гейла — Боппа із Землею і становить 2,5 × 10−9. Проте у разі зіткнення наслідки для Землі будуть катастрофічними.

## Дослідження

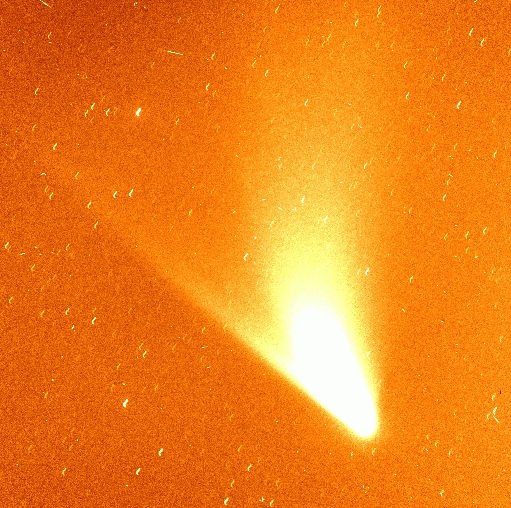
Натрієвий хвіст комети (відходить вліво вверх від ядра комети).

При наближенні до Сонця комета інтенсивно вивчалася астрономами. При цьому були зроблені деякі важливі та цікаві відкриття.

### Натрієвий хвіст
Одним з найбільш значимих результатів було виявлення у комети хвоста третього типу. На додаток до звичайних газового (іонного) та пилового хвостів, існував ще слабкий натрієвий, який можна було побачити лише за допомогою потужних інструментів та складної системи фільтрів. Натрієві потоки раніше помічали і в інших комет, але ні в однієї з них вони не утворювали хвіст. У комети він складався з нейтральних атомів та розтягнувся майже на 50 мільйонів кілометрів у довжину.
Джерело натрію знаходилося усередині голови комети, хоча і не в самому ядрі. Є декілька можливих механізмів утворення такого джерела, наприклад, зіткнення між частками пилу, що оточують ядро, або «витискування» натрію з цих часток під дією ультрафіолету. Поки що не зовсім очевидно, яким з наведених вище механізмів діє у кометі.
Тоді як пиловий хвіст просто залишався позаду комети, описуючи її траєкторію, а іонний був направлений прямо від Сонця, натрієвий хвіст пролягав між цими двома. Це говорить про те, що атоми натрію виштовхувалися з голови комети під тиском світла.

### Надлишок дейтерію
У кометі було виявлено високий вміст дейтерію у формі важкої води: майже в два рази більше, ніж в земних океанах. Це означає, що хоча зіткнення комет із Землею могли бути важливим джерелом води на планеті, вони не могли бути єдиним джерелом (якщо, звичайно, подібна концентрація характерна для всіх комет).
Також було виявлено наявність дейтерію у складі інших з'єднань водню. Співвідношення цих елементів різнилося у різних структурах, тому астрономи передбачили, що лід комети формувалися не у протопланетному диску, а у галактичній туманності. Теоретичні моделі утворення льоду у туманностях показують, що комета Гейла — Боппа утворилася при температурі 25—45 К.

### Органічні сполуки
Спостереження комети Гейла — Боппа за допомогою спектроскопа виявили наявність групи органічних сполук, деякі з них ніколи не виявлялися у кометах. Ці складні молекули, такі як оцтова і мурашина кислоти та ацетонітрил, могли бути у складі ядра або утворитись у ході хімічних реакцій.
Спостереження комети Хейла-Боппа, здійснені за допомогою спектрометра на 3-метровому телескопі NASA на Гаваях, показали, що близько половини CO в кометі надходить безпосередньо з льоду, що зберігається в ядрі. Кількість цього CO по відношенню до води (12 %) менше, ніж в спокійних областях молекулярних хмар, але узгоджується з вимірами в прото-зоряних оболонках, припускаючи, що льоди зазнали деякої обробки перед їх включенням до складу Хейла-Боппа. Решта CO виникає в комі, ймовірно, шляхом термічної деструкції більш складних молекул.

### Виявлення аргону
Комета Гейла — Боппа стала також першою кометою, у складі якої виявили благородний газ аргон. Благородні гази хімічно інертні та вкрай летучий, причому різні гази володіють різною температурою кипіння. Остання властивість допомагає при відстежуванні зміни температури льодовиків комети. Так, криптон випаровується при температурі 16—20 K. Було виявлено, що його вміст в кометі нижче у 25 разів у порівнянні з сонячним; навпаки, температура кипіння аргону 35—40 K і його вміст в порівнянні з сонячним вищий.
Так було встановлено, що температура внутрішніх льодовиків комети ніколи не перевищувала 40К, і водночас у якомусь проміжку часу їхня температура була вища за 20 К. Наявність аргону в кометі означає, що комета сформувалася за орбітою Нептуна десь в поясі Койпера, а потім перемістилася до хмари Оорта.

### Фрагментація пилу
Добре структуровані силікатні структури на довжинах хвиль близько 10 мкм були виявлені в комі комети Хейла-Боппа. Як виявилося, пилові дуги мають постійне значення швидкості розширення, а також немає ніякого збільшення поляризації від однієї дуги до іншої у видимій області, що суперечить наявності значної фрагментації. З іншого боку, спостереження рентгенівського випромінювання від комети дозволили висловити думку, що воно пов'язане з взаємодією між сонячними рентгенівськими променями й кометним пилом, а спостережувані кількаденні зменшення інтенсивності рентгенівських променів, можливо пов'язані з фрагментацією пилу. Аналіз спектрів комети, отриманих коли комета перебувала на відстанях від 6,9 до 1,4 астрономічних одиниць виявили низькі доплерівські зміщення ліній OH і CH3OH, що знаходиться в згоді з тим, що крижані зерна мають швидкості набагато нижчі, ніж швидкість СО. Низькі швидкості є очікуваними для великих зерен, а для дрібних зерен отримуються від фрагментації більш великих частинок. На необхідність врахування процесу фрагментації пилових частинок під час дослідження пилового хвоста комети C/1995 O1 (Hale-Bopp) також вказують проведені модельні дослідження пилового хвоста комети. Порівняння моделі пилових зерен з інфрачервоною спектрофотометрією комети вказує на те, що поруч з перигелієм (Rh < 1,5 а. о.), високо пористі крупні зерна звільняються з більших глибин ядра, а подальше дроблення цих частинок додатково збільшує пористість зерен, результатом чого є більш значна фрагментація. Чинниками фрагментації можуть бути тепловий стрес і процес прискорення пилу. Механізмом, відповідальним за фрагментацію, також може бути дія електростатичних сил на крихкі пилинки з малою межею міцності на розрив або (і) випаровування CHON агрегатів.

### Обертання

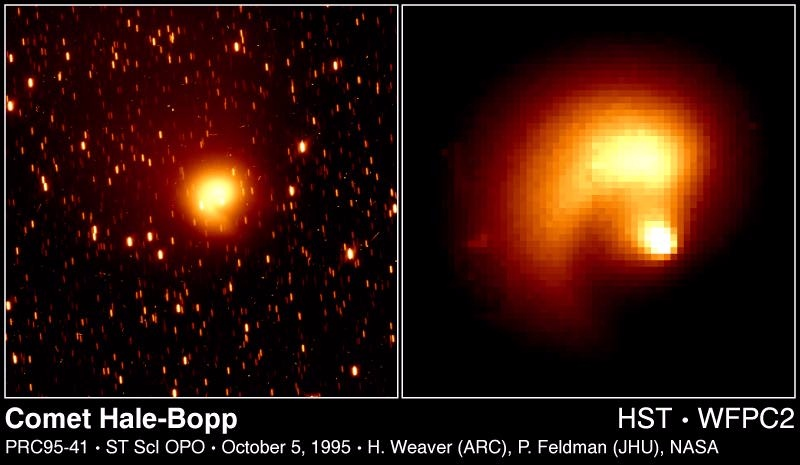
Викид газів з ядра комети.

Активність комети та викиди газу з неї не однаково розподілялися по всій поверхні ядра. Викиди проявляються у вигляді сильних викидів з певних областей комети. Завдяки спостереження за викидами газу стало можливим обчислити період обертання ядра комети. Було встановлено, що ядро дійсно обертається, проте у різний час, період обертання був різний: від 11 год 20 хв до 12 год 5 хв. Накладення обертання комети Гейла — Боппа на кілька періодів обертання говорить про те, що ядро мало більш за одну вісь обертання.
Ще один період (названий «суперперіодом»), розрахований за викидами пилу з поверхні, дорівнював 22 дням. Проте у березні 1997 року несподівано з'ясувалося, що в проміжку з лютого по березень комета змінила напрям обертання на протилежний. Точні причини подібної поведінки залишаються невідомими, проте є припущення що причиною цього явища є сильний неперіодичний викид газу.

### Подвійне ядро
У 1999 році з'явилася праця, автор якої стверджував про наявність у комети подвійного ядра. Робота була заснована на теоретичних дослідженнях та не посилалася на безпосередні спостереження вторинного ядра. У цій праці автор наводив розрахункові характеристики другого ядра: воно повинне було мати діаметр 30 км, при головному ядрі 70 км, відстань між ними — 180 км, а період взаємного обертання — 3 дні.
Факти викладені у цій роботи заперечувалась астрономами-практиками, що стверджували, що навіть знімки комети у високій роздільній здатності, зроблені телескопом «Габбл», не містять слідів подвійного ядра. Крім того, у тих випадках коли комета мала подвійне ядро вони ненадовго залишалися стабільною: орбіта вторинного ядра легко порушувалася під дією гравітації Сонця і планет, що відповідно призводило до руйнування комети.
За допомогою адаптивної оптики наприкінці 1997-го — початку 1998 років була виявлено подвійне світіння ядра комети Гейла — Боппа. Проте, науково не доведено, що такий ефект виникає саме через подвійне ядро.

## Реакція суспільства

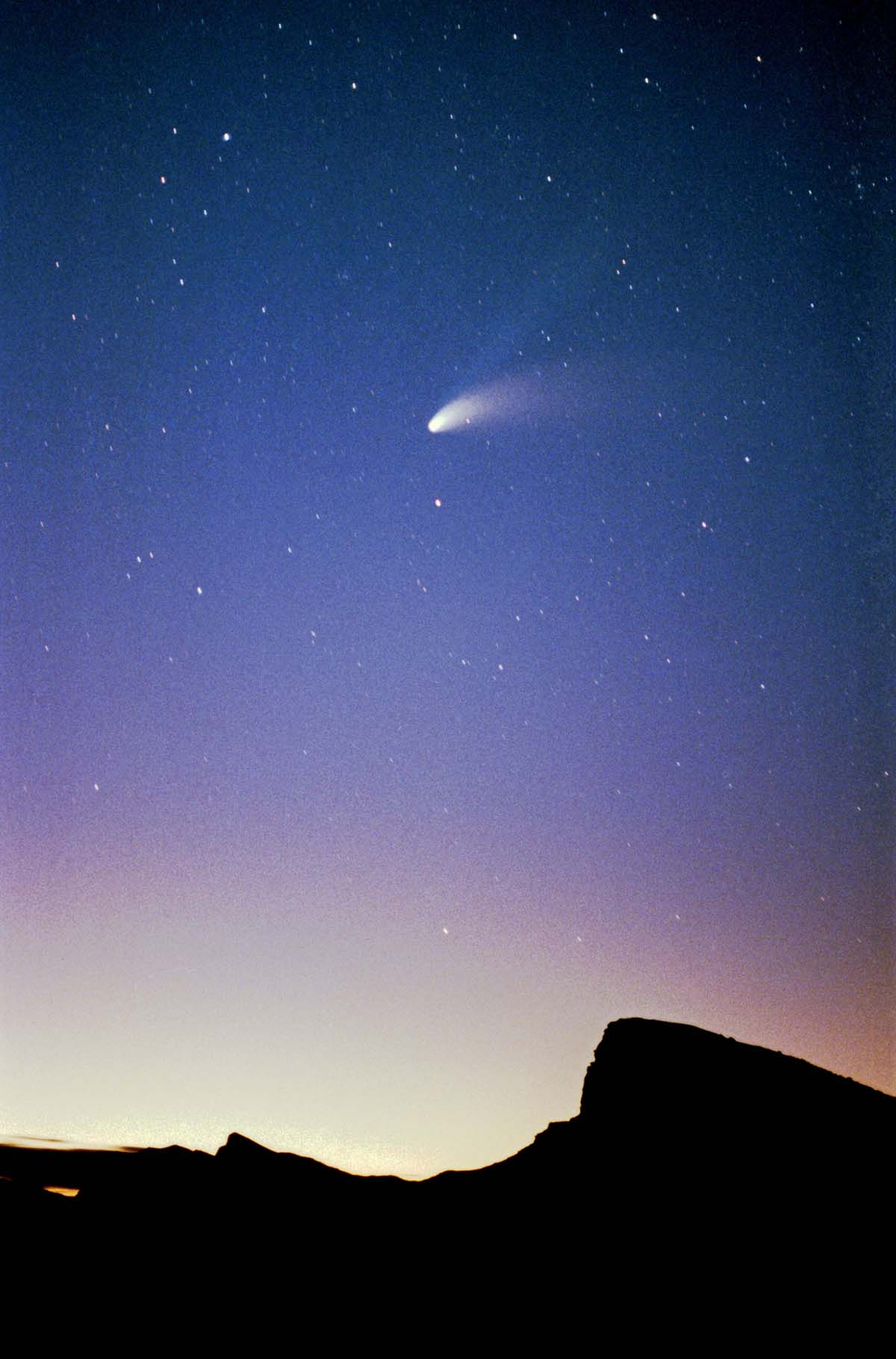
Вид на комету з Долини смерті, США.

Багатьма народами комети вважаються поганою прикметою. Можливо, через тривалий період спостереження, його незвичайному розмаху та активності, комета Гейла — Боппа стала предметом багатьох химерних чуток і теорій.

## Корабель прибульців
У листопаді 1996 року астроном-любитель Чак Шрамек із Х'юстона (штат Техас, США) зробив цифровий (ПЗЗ) фотознімок комети, на якому можна було розгледіти розпливчатий, злегка видовжений об'єкт поряд з нею. Коли комп'ютерна програма не змогла ідентифікувати будь-яку зорю, Шрамек подзвонив на радіо Арта Белла, щоб повідомити, що він виявив «сатурноподібний об'єкт», який прямує за кометою. НЛО-ентузіасти, зокрема Картні Браун, незабаром повідомили, що за кометою летить інопланетний космічний корабель.
Деякі експерти в астрономічному співтоваристві заявили, що цей об'єкт — не що інше, як зоря 8,5 величин — SAO 141894, — яка не з'явилася в комп'ютерній програмі Шрамека через неправильні налаштування самого користувача. Цей факт дійсно підтверджується, проте тільки наполовину: зоря поблизу була, але вона була іншої зоряної величини. Крім того, вони заявили, що яскраві «промені», які відходять від об'єкту під кутом 45 градусів, були результатом розкладання світла та надали декілька зображень з схожим ефектом (хоча на їх знімках променів було 4, а не 2).
Пізніше Арт Белл навіть заявив, що у нього є власний знімок об'єкту від анонімного астрофізика, що підтверджує це відкриття. Але астрономи Олівер Хейнот та Девід Толен з Гавайського університету відповіли, що надана фотографія є зміненою копією їх власного знімка комети.

## Секта «Брама раю»
Декількома місяцями потому у березні 1997 року, релігійний культ, що називав себе «Брама раю», вибрав появу комети як сигнал для масового суїциду. Вони заявили, що покидають свої земні тіла, щоб долетіти до корабля, який прямує за кометою.

## Інтернет-ресурси
- Гігантська комета наближається з хмари Оорта.